# Prix de l'Union européenne
Le Prix de l'Union européenne est une ancienne course hippique de trot attelé se déroulant fin février ou début mars sur l'hippodrome de Vincennes.
C'est une course européenne de Groupe II réservée aux chevaux de 5 à 10 ans, ayant gagné au moins 160 000 €, mais qui n'ont pas remporté le Prix d'Amérique, de France ou de Paris dans la saison (conditions en 2016).
Elle se court sur la distance de 3 000 mètres (grande piste). En 2016, l'allocation est de 160 000 €, dont 72 000 € pour le vainqueur. La course ne figure plus au programme depuis cette date.
Créée en 1993 sous le nom de Prix des Communautés européennes et alors presque aussi bien dotée que le Prix de Sélection couru le même jour, la course est conçue pour servir de consolation aux chevaux n'ayant pas fini premier ou deuxième d'un Groupe 1 lors du meeting d'hiver.

## Palmarès depuis la création en 1993
| Année | Vainqueur         | S/A  | Pays   | Père             | Driver               | Entraîneur           | Propriétaire         | Deuxième          | Troisième        | Réd.km |
| ----- | ----------------- | ---- | ------ | ---------------- | -------------------- | -------------------- | -------------------- | ----------------- | ---------------- | ------ |
| 2016  | Ustinof du Vivier | H.8  | France | Look de Star     | Matthieu Abrivard    | Sébastien Guarato    | Jean-Yves Lécuyer    | Scarlet Turgot    | Tom Rush         | 1'14"4 |
| 2015  | Akim du Cap Vert  | M.5  | France | First de Retz    | Franck Anne          | Franck Anne          | Franck Anne          | Chelsea Boko      | On Track Piraten | 1'14"1 |
| 2014  | Sanity            | H.8  | Suède  | Love You         | Franck Ouvrie        | Malin Löfgren        | Stall Sanity         | On Track Piraten  | Roi du Lupin     | 1'14"5 |
| 2013  | Quinoa du Gers    | M.9  | France | Ganymède         | Matthieu Abrivard    | Fabrice Souloy       | Écurie Le Trémont    | Sanity            | Up and Quick     | 1'16"2 |
| 2012  | Rapide Lebel      | H.7  | France | Ginger Somolli   | Éric Raffin          | Sébastien Guarato    | Alexandre Prévost    | Rodrigo Jet       | Perlando         | 1'12"8 |
| 2011  | Rapide Lebel      | H.6  | France | Ginger Somolli   | Éric Raffin          | Sébastien Guarato    | Alexandre Prévost    | Private Love      | Commander Crowe  | 1'13"  |
| 2010  | Nelumbo           | H.9  | France | Corot            | Franck Blandin       | Franck Blandin       | Éric Grelier         | Obélo Darche      | Orlando Sport    | 1'13"  |
| 2009  | Monte Georgio     | H.9  | France | Ganymède         | Sébastien Ernault    | Pierre Levesque      | Michel Gozlan        | Olga du Biwetz    | Prodigious       | 1'14"4 |
| 2008  | Meaulnes du Corta | M.8  | France | Voici du Niel    | Pierre Levesque      | Pierre Levesque      | Jean-Pierre Barjon   | Kito du Vivier    | Opal Viking      | 1'13"3 |
| 2007  | Kazire de Guez    | M.9  | France | Udo de Touraine  | Jean-Michel Bazire   | Jean-Michel Bazire   | René Guézille        | Meaulnes du Corta | Nimrod Borealis  | 1'14"6 |
| 2006  | Kito du Vivier    | H.8  | France | Quito de Talonay | Jos Verbeeck         | Franck Boismartel    | Claudine Minier      | My Love Lady      | Lady d'Auvrecy   | 1'14"5 |
| 2005  | Ilster d'Espiens  | M.9  | France | Ulster du Cadran | Jacques-Henri Treich | Jacques-Henri Treich | Jacques-Henri Treich | Lady d'Auvrecy    | Hilda Zonett     | 1'16"6 |
| 2004  | Général du Lupin  | H.10 | France | Lutin d'Isigny   | Jean-Michel Bazire   | Jean-Paul Marmion    | Écurie de Maupertuis | Alesi OM          | Ilster d'Espiens | 1'15"7 |
| 2003  | Itou Jim          | M.7  | France | Arnaqueur        | Jos Verbeeck         | Jean-Marie Monclin   | Jean-Marie Monclin   | Gigant Neo        | Hamster Doré     | 1'15"6 |
| 2002  | Gébrazac          | M.8  | France | Sébrazac         | Serge Peltier        | Serge Peltier        | M. Valette           | Egon Lavec        | Grassano         | 1'14"9 |
| 2001  | Ipson de Mormal   | M.5  | France | Biesolo          | Ulf Nordin           | Ulf Nordin           | E. Genin             | Grassano          | Farnèse          | 1'14"5 |
| 2000  | Remington Crown   | M.7  | Suède  | Lord of All      | Jorma Kontio         | Jan Kruithof         | Mse de Moratalla     | Fiesta d'Anjou    | Étonne Moi       | 1'14"6 |
| 1999  | Défi d'Aunou      | M.8  | France | Armbro Goal      | Jean-Pierre Dubois   | Jean-Étienne Dubois  | Jean-Étienne Dubois  | Extra de la Loge  | Louise Laukko    | 1'16"5 |
| 1998  | Capitole          | M.8  | France | Passionnant      | Michel Lenoir        | Michel Lenoir        | Bernard Billard      | Écho              | Express Road     | 1'15"3 |
| 1997  | Capitole          | M.7  | France | Passionnant      | Michel Lenoir        | Michel Lenoir        | Bernard Billard      | Huxtable Hornline | Écho             | 1'17"  |
| 1996  | Défi d'Aunou      | M.5  | France | Armbro Goal      | Jean-Étienne Dubois  | Jean-Étienne Dubois  | Jean-Étienne Dubois  | Vourasie          | Dahir de Prélong | 1'17"  |
| 1995  | Abo Volo          | M.7  | France | Lurabo           | Paul Viel            | Paul Viel            | Albert Viel          | Brummell          | Upero            | 1'17"  |
| 1994  | Taldon            | H.9  | France | Fondon           | Jean-François Popot  | Jean-François Popot  | Pierre Gillain       | Abo Volo          | Lucky Tilly      | 1'18"7 |
| 1993  | Lucky Tilly       | M.7  | Suède  | Chambon P        | Torbjörn Jansson     | Jacky Béthouart      | Stall Tilly          | Urane Sautonne    | Ténor de Baune   | 1'17"9 |